# Angela Altagracia de Lannoy-Willems
Angela Altagracia de Lannoy-Willems (1913-1983) was het eerste vrouwelijke lid van de Staten van de Nederlandse Antillen. Ze is ook wel bekend als Tata, haar roepnaam.
De eerste keer dat vrouwen in de Nederlandse Antillen een stem konden uitbrengen bij verkiezingen, was bij statenverkiezingen op 17 maart 1949, nadat een jaar eerder het algemeen kiesrecht was ingevoerd. Tata de Lannoy-Willems stond op positie nr. 5 op de lijst van de NVP. Zij kreeg 15 voorkeursstemmen maar onvoldoende voor het bemachtigen van een zetel. Nadat M.F. da Costa Gomez zijn statenzetel had opgegeven om toe te treden tot het College van Algemeen Bestuur, volgde zij hem op 4 augustus 1949 op en werd daarmee de eerste vrouwelijke parlementslid van de Nederlandse Antillen.

## Trivia
- In 1992 verscheen een Nederlands-Antilliaanse postzegel met haar portret in de reeks 'Beroemde personen'[3]
- De weg ten westen van de Koningin Julianabrug is naar haar vernoemd (en heet A. A. de Lannoy Willems Boulevard)